# SanSan
SanSan este numele unui megalopolis de pe coasta de vest a Americii de Nord. Cu o populație de circa 40 de milioane de oameni, care se întinde pe o lungime de aproape 800 km, în SUA de la San Francisco până la San Diego și include regiunea metropolitană a orașului Tijuana din Mexic. Aglomerarea urbană a fost descrisă încă din 1961 de către geograful francez Jean Gottmann în cartea sa Megalopolis.

## Populație

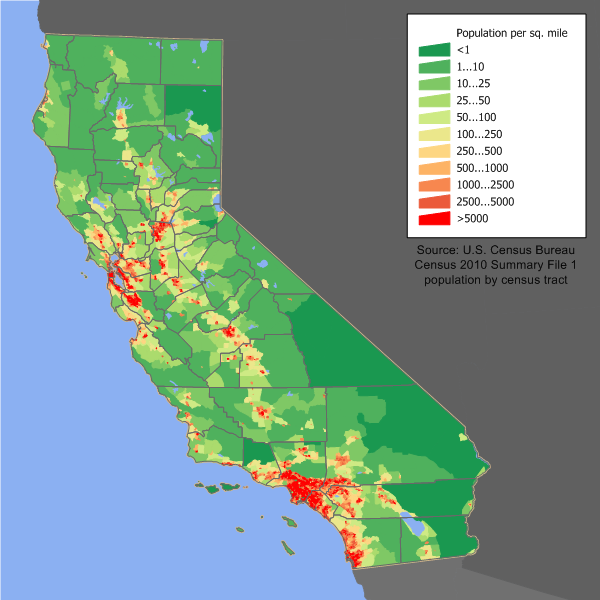
Harta densității populației în California

| Poz. | Aglomerare urbană      | PIB              | Orașe principale                     | Stat(e)  | Recensământul din 2010 | Recensământul din 2000 | Spor natural în anii 2000 |
| ---- | ---------------------- | ---------------- | ------------------------------------ | -------- | ---------------------- | ---------------------- | ------------------------- |
| 1    | Los Angeles Metro      | 604,8 miliarde $ | - Los Angeles                        | CA       | 12.828.837             | 12.365.627             | +3,75%                    |
| 2    | San Francisco Bay Area | 487 miliarde $   | - San Francisco - Oakland - San Jose | CA       | 7.468.390              | 6.783.760              | +10,09%                   |
| 3    | Inland Empire          | 133,3 miliarde $ | - San Bernardino - Riverside         | CA       | 4.954.684              | 3.254.821              | +52,23%                   |
| 4    | San Diego–Tijuana      | 136,3 miliarde $ | - San Diego - Tijuana                | CA-BC    | 4.947.694              | 4.129.433              | +19,82%                   |
| 5    | Greater Sacramento     | -                | - Sacramento                         | CA-NV    | 2.461.780              | 2.069.298              | +18,95%                   |
| 6    | Metro Las Vegas        | -                | - Las Vegas - Henderson              | NV       | 1.995.215              | 1.563.282              | +27,63%                   |
| 7    | Metropolitan Fresno    | -                | - Fresno                             | CA       | 1.081.315              | 922,516                | +17,21%                   |
| 8    | Metro Reno             | -                | - Reno - Sparks                      | NV       | 477,397                | 377,386                | +26,50%                   |
| 9    | Carson City            | -                | - Carson City                        | NV       | 55,274                 | 52,457                 | +5,37%                    |
| -    | -                      | Total            |                                      | CA-NV-BC | 36.364.071             | 32.271.777             | +12,68%                   |

### Componența regiunii
Megalopolisul californian conține un total de 56 de comitate și municipalități, 46 în California, 6 în Nevada și 4 în Baja California.
Greater Los Angeles:
- Los Angeles
- Orange
- Ventura
- San Bernardino
- Riverside

San Francisco Bay Area:
- San Francisco
- San Mateo
- Alameda
- Contra Costa
- Santa Clara
- Marin
- Solano
- Sonoma
- Napa
- Santa Cruz
- San Benito

San Diego-Tijuana:
- San Diego
- Tijuana (BC)
- Rosarito Beach (BC)
- Tecate (BC)

Metropolitan Vegas:
- Clark (NV)
- Nye (NV)

Greater Sacramento:
- Sacramento
- Yolo
- El Dorado
- Placer
- Yuba
- Sutter
- Nevada
- Douglas (NV)

Mexicali-Calexico:
- Mexicali (BC)
- Imperial

Metropolitan Fresno:
- Fresno
- Madera

Area of influence (California):
- Kern
- Redding
- San Joaquin
- Stanislaus
- Merced
- Mendocino
- Lake
- Monterey
- Amador
- Colusa
- Butte
- Sierra
- Alpine
- Kings
- Glenn
- Tulare
- Calaveras
- Tuolumne
- Mariposa

Area of influence (Nevada):
- Washoe
- Storey
- Lyon
- Carson City

## Galerie

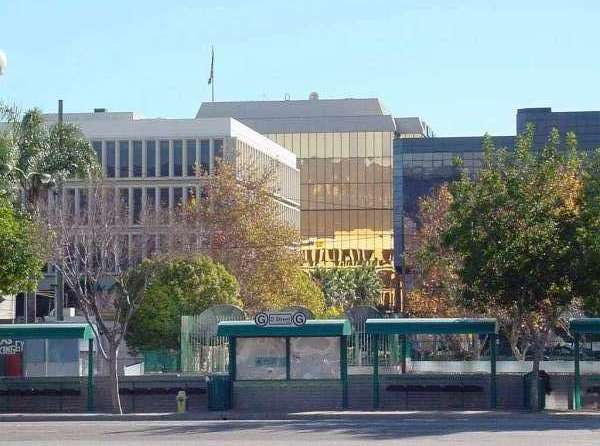
San Bernardino
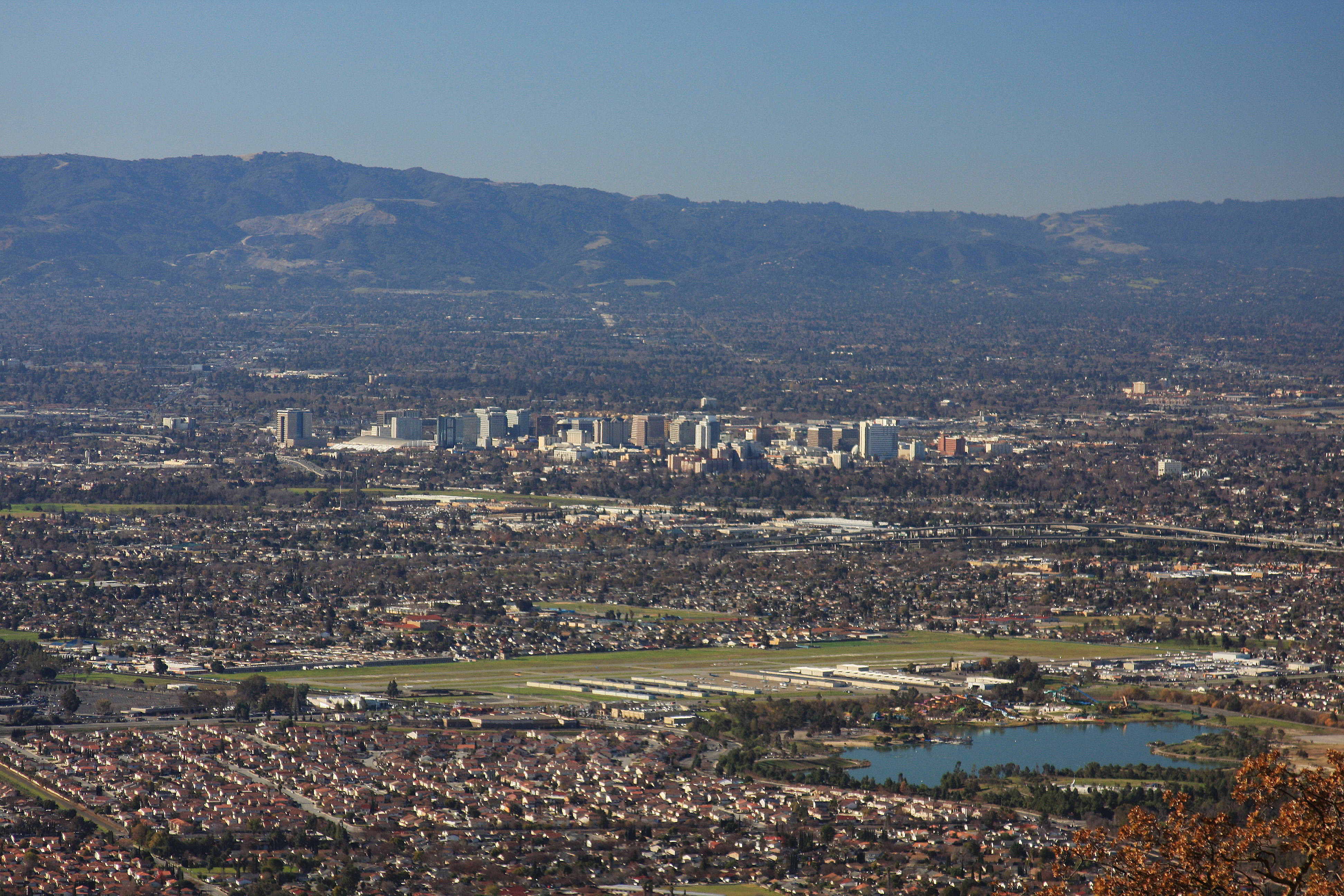
San Jose
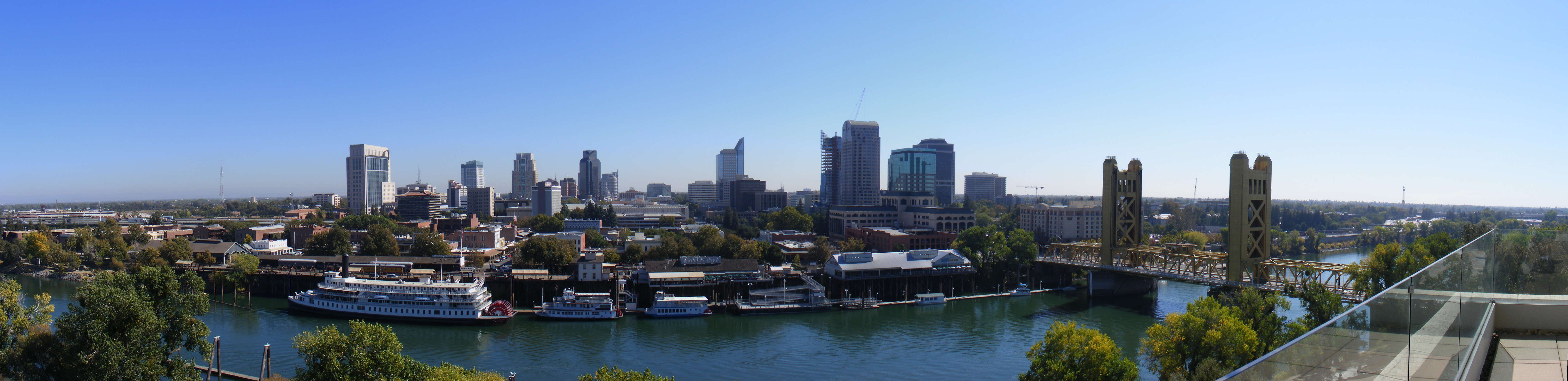
Sacramento
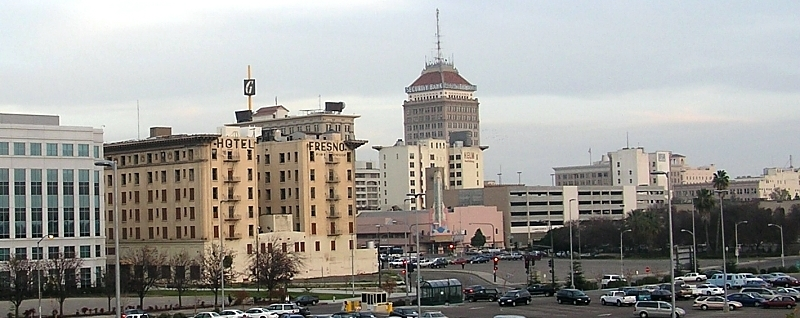
Fresno
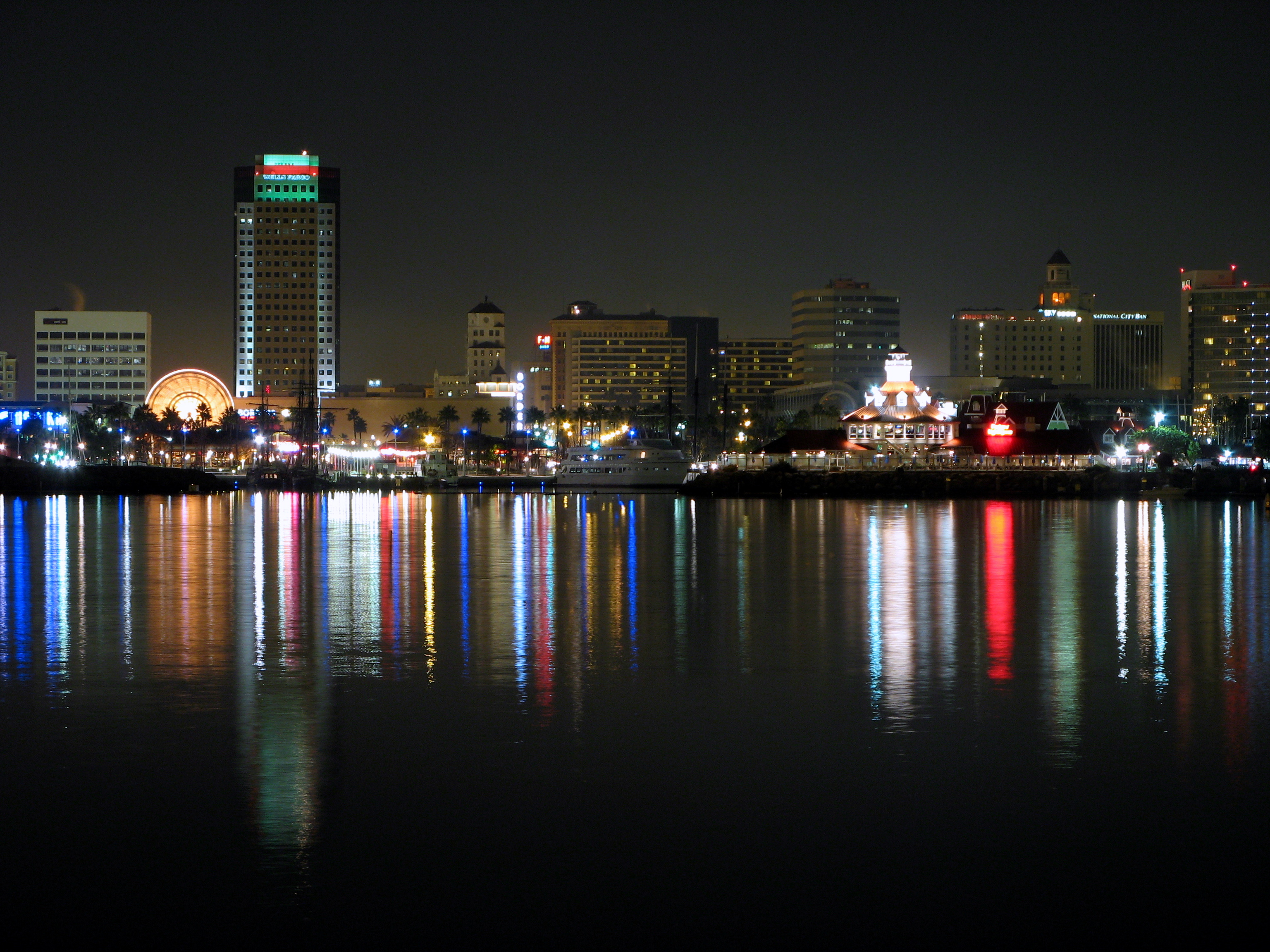
Long Beach
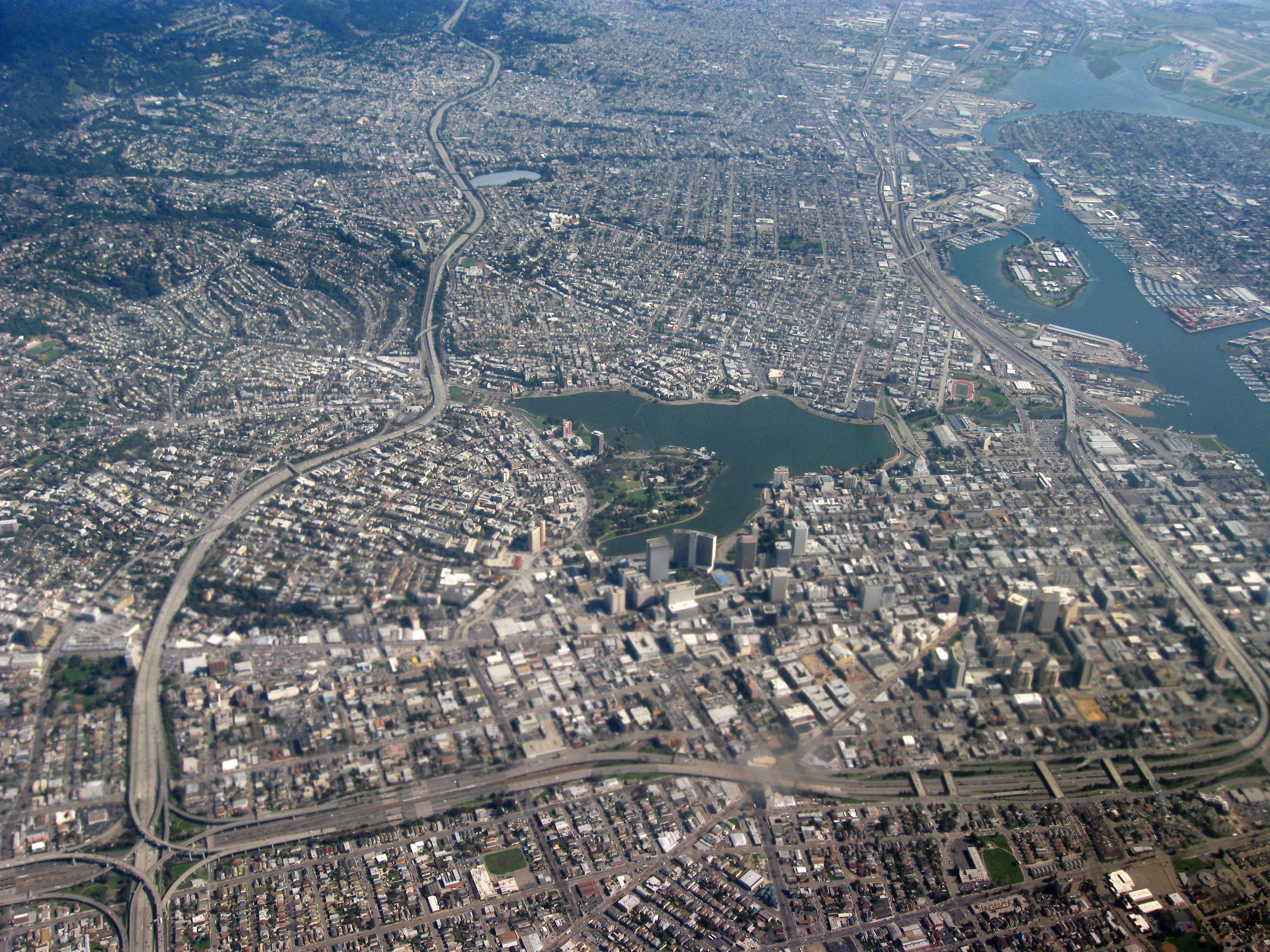
Oakland